# Tổng công ty Cảng hàng không Miền Nam
Tổng công ty Cảng hàng không Miền Nam (tiếng Anh: Southern Airports Corporation) là cơ quan trực thuộc Cục Hàng Không Việt Nam. Trụ sở chính nằm đặt tại sân bay Tân Sơn Nhất số 1 đường Trường Sơn, Quận Tân Bình, Thành phố Hồ Chí Minh. Cụm cảng Hàng Không miền Nam quản lý tất cả các sân bay ở miền Nam Việt Nam (bao gồm Sân bay Tân Sơn Nhất, Sân bay Liên Khương, Sân bay Trà Nóc, Sân bay Buôn Ma Thuột, Sân bay Cà Mau, Sân bay Cỏ Ống, Sân bay Rạch Giá, Sân bay Dương Đông...)
Các công ty trực thuộc Cụm cảng Hàng Không miền Nam gồm có SASCO, SAGS... Năm 2006, các sân bay của Cụm cảng hàng không miền Nam đã phục vụ hơn 9 triệu lượt khách, trong đó, riêng Sân bay quốc tế Tân Sơn Nhất phục vụ 8,5 triệu khách.
Năm 2012, Tổng công ty Cảng hàng không Miền Bắc, Tổng công ty Cảng hàng không Miền Trung và Tổng công ty Cảng hàng không Miền Nam đã hợp nhất thành Tổng công ty Cảng hàng không Việt Nam.